# All the Things She Said (Simple Minds)
All the Things She Said è un singolo del gruppo musicale scozzese Simple Minds, pubblicato nel marzo 1986 come terzo estratto dal settimo album in studio Once Upon a Time.

## Formazione
- Jim Kerr – voce
- Charles Burchill – chitarra
- John Giblin – basso
- Michael MacNeil – pianoforte, sintetizzatore
- Mel Gaynor – batteria

Altri musicisti
- Robin Clark – voce
- Sue Hadjopoulos – percussioni

## Classifiche
| Classifica (1986)             | Posizione massima |
| ----------------------------- | ----------------- |
| Australia                     | 46                |
| Belgio (Fiandre)              | 20                |
| Canada                        | 65                |
| Germania                      | 51                |
| Irlanda                       | 4                 |
| Nuova Zelanda                 | 20                |
| Paesi Bassi                   | 6                 |
| Regno Unito                   | 9                 |
| Spagna                        | 17                |
| Stati Uniti                   | 28                |
| Stati Uniti (mainstream rock) | 9                 |